# Braunschweig
 Ovo je glavno značenje pojma Braunschweig. Za druga značenja pogledajte Braunschweig (razdvojba).
Braunschweig (donjonjemački: Brunswiek) grad je u njemačkoj saveznoj pokrajini Donja Saska. Krajem godine 2001. imao je približno 240.000 stanovnika. Nalazi se na rijeci Oker, koja utječe u Sjeverno more te na rijekama Aller i Weser.
- Dvorac Dankwarderode
- Crkva u Braunschweigu

| Demografski razvoj Braunschweiga između 1811. i 2010. |        |        |        |         |         |         |         |         |         |         |         |         |
| 1811.                                                 | 1830.  | 1849.  | 1880.  | 1890.   | 1900.   | 1925.   | 1939.   | 1950.   | 1975.   | 1989.   | 2004.   | 2010.   |
| 27.600                                                | 35.300 | 39.000 | 75.000 | 100.000 | 128.200 | 146.900 | 196.068 | 223.767 | 269.900 | 253.794 | 239.921 | 248.867 |